# Bauru (sanduíche)

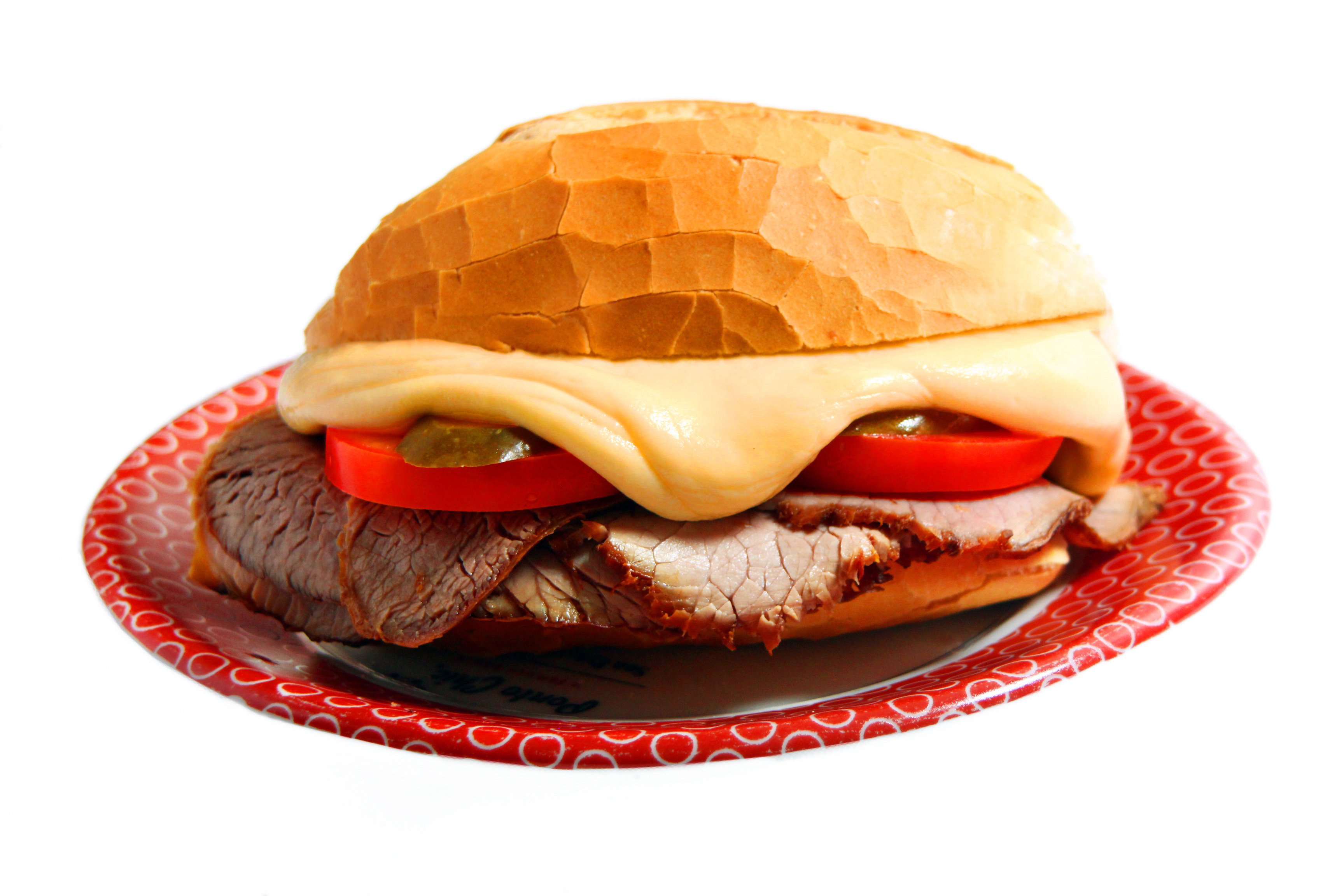
O bauru original.

O bauru é um sanduíche de origem paulista, criado na cidade de São Paulo. Inventado por Casimiro Pinto Neto, em 1937, no restaurante Ponto Chic (localizado no Largo do Paiçandu, na cidade de São Paulo), o sanduíche logo se tornou popular e foi batizado com a alcunha de seu criador, que recebeu este apelido em referência à cidade em que nasceu (Bauru).
Casimiro, que era estudante de Direito e frequentava o tradicional bar Ponto Chic, em uma noite do ano de 1937, resolveu criar um prato novo após ler o livreto Livro das Mamãezinhas, escrito por Wladimir de Toledo Piza. Com as dicas do livreto, orientou o chapeiro do local a produzir o sanduíche.
Devido à sua importância e popularidade, o bauru foi tombado como Patrimônio Cultural Imaterial de Bauru e do Estado de São Paulo e foi registrado na categoria Modo de Fazer do Livro de Registro de Saberes. De acordo com o site especializado TasteAtlas, bauru é um dos 50 melhores sanduíches do mundo, sendo o único representante brasileiro da lista.

## Patrimônio

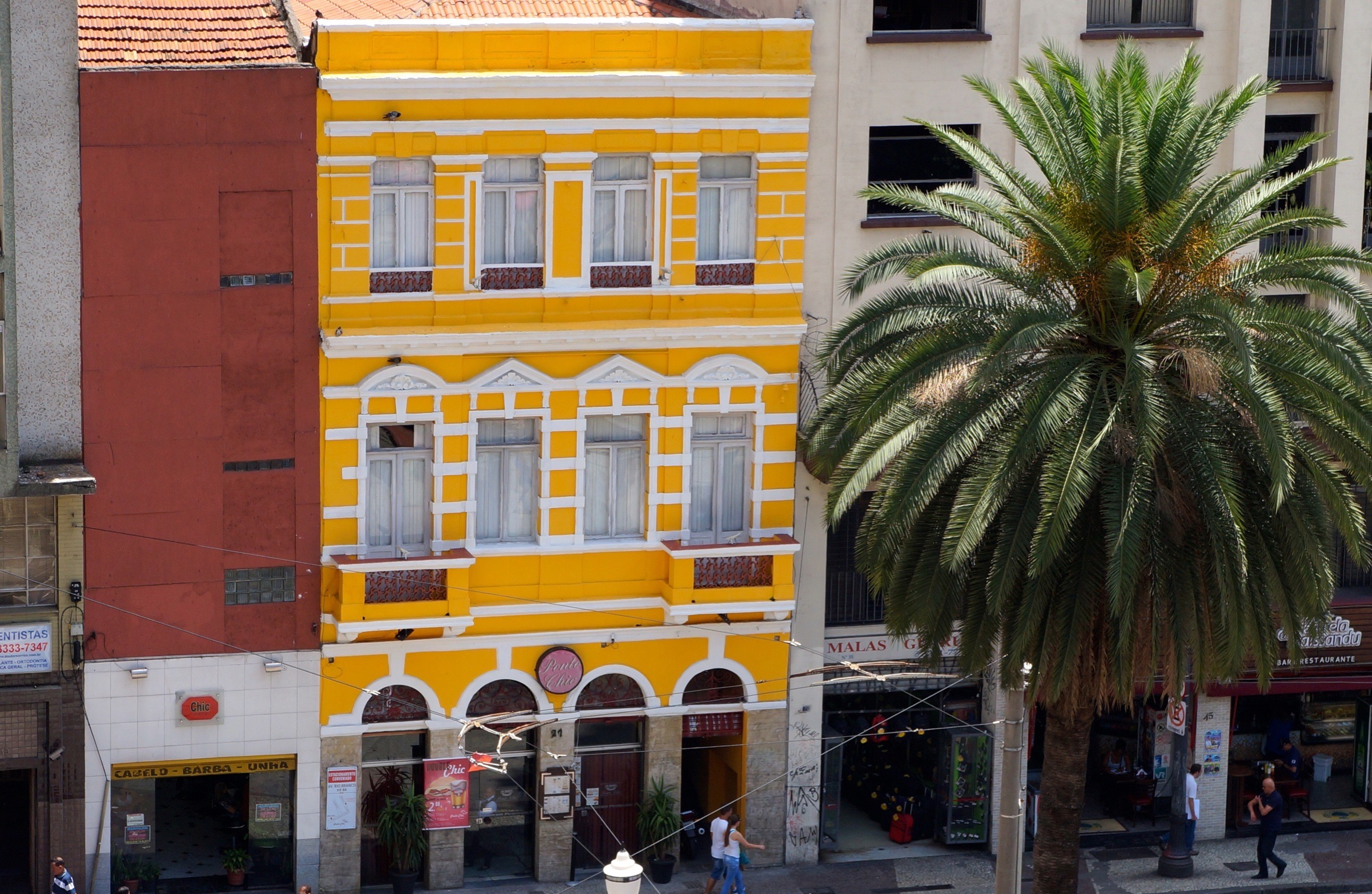
A fachada do Restaurante Ponto Chic, no Largo do Paiçandu

O sanduíche possui variações de ingredientes em várias localidades do Brasil, principalmente nos tipos de queijos usados, porém, a receita original credencia como um patrimônio cultural, tanto da cidade de Bauru como do estado de São Paulo.

### Cidade de Bauru
A receita original, que foi oficializada pela Câmara de Bauru (lei municipal n°4314, de 24 de junho de 1998) como selo de qualidade, consiste em um pão francês com rosbife, fatias de tomate, picles, queijo derretido em banho-maria (muçarela), orégano e sal.
Existem poucas autorizações oficiais da prefeitura para a comercialização do Bauru original, como o próprio Bar Ponto Chic e o Bar Skinão (da cidade de Bauru). Inclusive, o Skinão já virou ponto turístico da cidade.

### Patrimônio estadual
Em dezembro de 2018, o sanduíche foi declarado patrimônio imaterial do Estado de São Paulo, pela Lei n° 16.914/2018, sancionada pelo ex-governador Márcio França.